# Емил Чендов
Емил Чавдаров Чендов е вокалист на българската рок група Епизод до 31.07.2023 г.

## Биография
Емил Чендов е роден в София, завършва Софийската математическа гимназия. От 1996 г. е член на „Епизод“.За периода до напускането си през 2023 г. участва в записите на 10 албума 